# Francisca Beretervide
Francisca Beretervide (Flores, 6 de junio de 1886-31 de octubre de 1976) fue una química, profesora, escritora y activista feminista uruguaya. 
Fue precursora del voto femenino y los derechos de las mujeres en Uruguay junto con otras activistas de la época como Paulina Luisi e Isabel Pinto de Vidal.

## Biografía
Sus padres fueron Francisca Torterolo y José Beretervide; tuvo cuatro hermanos María Ángela, María Esther, Emilio y José Julio Beretervide Torterolo.
Realizó los estudios secundarios y en 1906 realiza el examen de ingreso a la Universidad de la República obteniendo altas calificaciones. Ingresó a la Facultad de Medicina donde se graduó de Química Farmacéutica para luego continuar su formación en la Facultad de Derecho donde obtuvo el título de Doctora en Derecho en 1917.
Fue decana del Instituto Batlle y Ordóñez (IBO), la universidad femenina en Uruguay, nombrada en 1918, y luego Directora entre 1938 y 1943.
Fue secretaria del Consejo Nacional de Mujeres del Uruguay entre 1917 y 1918 donde escribió numerosos artículos en la revista Acción Femenina, procurando conseguir más derechos para las mujeres y realizando conexiones con organizaciones similares en todo el mundo. También publicó artículos de química y en revistas de derecho social.
Falleció el 31 de octubre de 1976 a los 90 años, en Montevideo.

## Homenaje
Es recordada y homenajeada con un espacio libre entre las calles Valdense, Aigua y Avenida Doctor Juan Carlos Blanco en Montevideo, Uruguay.